# Кучуффо, Хосе Луис
Хосе́ Луи́с Кучу́ффо (исп. José Luis Cuciuffo; род. 1 февраля 1961, Кордова, ум. 11 декабря 2004 в Баия-Сан-Блас, провинция Буэнос-Айрес) — аргентинский футболист, защитник. Чемпион мира 1986 года.

## Биография
Кучуффо в детстве мечтал стать инженером, однако в итоге выбрал профессию футболиста. Он начал выступать за скромную команду «Уракан» из родного города Кордова, а на национальном уровне дебютировал в клубе «Чако Фор Эвер», в котором выступал на правах аренды. Его уверенная игра привлекла внимание ряда более сильных команд и в 1981 году он уже был игроком Тальереса из Кордовы, одного из сильнейших клубов города, много лет выступавшего в элитном дивизионе чемпионата страны.
В 1982 году Кучуффо уже выступал за «Велес Сарсфилд». Он был одним из кандидатов на поездку на чемпионат мира 1982 года, но в итоге не попал в итоговую заявку. Долгое время талантливый центральный защитник не вызывался в сборную, однако перед чемпионатом мира 1986 года он сыграл свой первый матч за «Альбиселесте» и очень впечатлил своими действиями Карлоса Билардо.
После единственного вызова в сборную, я просил у Бога, чтобы именно меня включили в итоговую заявку из двадцати двух человек, которые поедут в Мексику… Я был в состоянии играть, и я хотел доказать, что выбор на меня пал не зря.
В итоге, Кучуффо уверенно провёл турнир и помог своей команде стать чемпионом мира. Это был единственный трофей в карьере футболиста. Также Кучуффо принял участие в Кубке Америки 1987 года (4-е место) и 1989 года, где аргентинцы выиграли бронзовые медали. Это был последний турнир за национальную команду для Хосе.
В 1987—1990 годах Кучуффо выступал за «Боку Хуниорс», однако был вынужден покинуть команду из-за конфликта с руководством. После трёх лет, проведённых во Франции в составе команды «Ним Олимпик», Кучуффо в 1993 году завершил карьеру в клубе «Бельграно», также представляющем родной для игрока город Кордову. Всего за карьеру провёл 354 матча, в которых забил 14 голов.
Впоследствии Кучуффо работал в основном помощником тренера в разных командах Кордовы. Тренировал он также детские и молодёжные команды.
Последний раз, когда Кучуффо был замечен на крупном событии, был Межконтинентальный кубок 2003 года. Тогда Хосе Луис прибыл в Иокогаму чтобы поддержать команду, за которую некогда выступал. «Бока Хуниорс» обыграла итальянский «Милан» в серии пенальти и стала лучшим клубом мира.
11 декабря 2004 года Кучуффо погиб на охоте в результате несчастного случая. Пуля, выпущенная его другом бывшим футболистом Оскаром Альберто Бельтрамо, попала в область печени Хосе. По пути в больницу Кучуффо умер.

## Достижения

### Командные
- Обладатель Суперкубка Либертадорес: 1989
- Победитель Рекопа Южной Америки: 1990
- Чемпион мира: 1986

### Личные
- Включён в символическую сборную Южной Америки: 1986